# کارستن برانش
کارستن برانش (انگلیسی: Karsten Brannasch؛ زادهٔ ۱۷ اوت ۱۹۶۶) ورزشکار بابسلد اهل آلمان بود.